# マレシャル駆逐戦車
マレシャル駆逐戦車（ルーマニア語: Vânătorul de tancuri Mareşal）は、第二次世界大戦中にルーマニア陸軍の開発した駆逐戦車である。強く避弾経始を意識した設計が特徴であった。
　　　　

## 構造
本車は車体前方に75mm砲を持つ戦闘室を構築し、後方に機関室を設けた装軌式の駆逐戦車である。装甲厚は10mmから20mm程度であるが、この装甲はヘッツァーと類似する避弾経始形状を持っていたものの、前面装甲板の傾斜装甲はかなり急角度で、これで薄い装甲厚をカバーして防御力を稼いでいる。車体最前部にトランスミッションを置き、車体前部中央にルーマニア国産のM1943 75mm対戦車砲を配置した。砲取り付け基部にはドイツ駆逐戦車またはソ連軍自走砲に見られる鋳造式防楯を用いず、平滑なスライド式の装甲板を用いた。砲駐退復座用のシリンダーは鋼板でカバーされている。前面装甲板はボルトによって内部フレームと結合しており、取り外すことができた。車体後部のエンジンが出力する駆動力は床下の駆動軸を介して伝達された。
車体前部は操縦室兼戦闘室であり、ここに全ての搭乗員が位置する。乗員は3名が搭乗し、前方からみて車体左側に操縦手席が存在する。砲手は操縦手の背後に位置し、車長兼装填手は砲を挟んで右側に位置すると推定される。
操縦手には前方を視察するためのバイザーが用意された。バイザーはヘッツァーのものと類似しており、正面装甲に開口して装備される。砲手のために潜望鏡式の照準器が戦闘室の天井に装備された。
また戦闘室上面は避弾経始を重視した設計のために面積が細狭くなっており、この後部にひとつだけ搭乗用のハッチが設けられた。搭乗員3名はここから出入りした。ハッチの後部には冷却器用吸気ルーバーが設けられている。車輌の後部にはエンジン点検用のハッチ、冷却器排気口、マフラーが装備された。

## 経緯

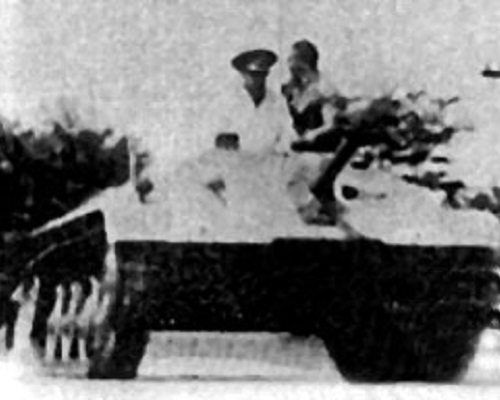
試作車両M-05

第一次世界大戦後のルーマニア陸軍の機甲兵力およびそれを支える工業基盤は貧しく、1919年に導入したルノーFT17を1937年の段階でも配備しているという状況であった。この状況を改善するにあたり、ルーマニア陸軍は、機甲戦力の自国生産よりも、装甲車両の他国からの導入を選択していた。導入先は当時世界の軍需産業のトップクラスに位置したチェコスロバキアが主であり、R-1豆戦車、R-2中戦車を導入した。またフランスのルノー R35も一部に導入された。
第一次世界大戦後、ルーマニアは領土的問題からドイツに接近した。第二次世界大戦では枢軸側に参加し、ドイツの協力のもとに機甲化が図られた。しかしながらドイツもまた自国の戦力を生産することに工業力と国力を傾注しており、ルーマニアに対する支援は遅々としてはかどらなかった。当時のルーマニアにとり、当座に利用できるものはソビエト連邦から鹵獲した装甲戦闘車両および火砲しか存在せず、M1936 76.2mm野砲とT-60軽戦車を組み合わせたTACAM T-60、またR-2中戦車にM1936 76.2mm野砲を搭載したTACAM R-2が開発された。
このような特殊な政治的影響力、国力、工業力の状況において、マレシャル駆逐戦車の開発は1942年12月に開始された。マレシャル（Mareşal）は元帥の意であり、これはルーマニア国家指導者、イオン・アントネスク元帥にちなんでいる。開発に当たってニコラエ・アンゲル（Nicolae Anghel）少将とギョルゲ・スンボティン（Gheorghe Sîmbotin）技術大佐が研究を担当し、改修はロジファー社で行われた。設計は、工業力の問題から軽量小型で機動力を重視した対戦車車輌を目標とし、既存の砲と車輛を組み合わせて試作が行われた。まずT-60の車体から砲塔を撤去し、車体に改修を加えたうえでソ連製の122mm榴弾砲および7.92mm軽機関銃を搭載した車輛が製造された。形状の詳細は不明であるがこの段階でマレシャル駆逐戦車の特徴となる亀の甲状の低姿勢と良好な避弾経始が付与されていた。エンジンはフォードV8エンジン85馬力、操向変速機はフォード製、装甲厚は20mmから30mmである。
試作車両M-00は、1943年6月30日にスロボジア近郊のスディツァ試験場で試験を開始し、結果として発砲の衝撃に砲座のボルトが損傷すること、車体の抗力不足などが判明した。走行試験でもエンジン出力が不足し履帯が滑る傾向があった。これらの欠点にもかかわらず総合的な将来性から研究は継続された。1943年8月から10月半ばにかけて研究が進み、増加試作車両M-01、M-02、M-03が製造された。これらはT-60の車体を利用し、乗員は2名、エンジンに120馬力のビュイックを使用、トランスミッションはオペル・ブリッツを用い、主砲に122mm榴弾砲を搭載したものである。試験において搭載砲をルーマニア国産のM1943 75mm砲へ変更する案が具申された。この砲はソ連の76.2mm砲を参考に開発されたものであった。
量産に際してルーマニアの工業力では調達できない部品が多く存在し、これらはドイツのメーカーもしくはドイツ占領下の企業から入手を図った。1943年12月、アントネスク元帥はヒトラーと会見し、部品の入手について打診した。1944年1月6日には図面による説明が行われた。ヒトラーはこの車輛について強い関心を抱き、この車輛のドイツへの導入も検討した。結果としてマレシャル駆逐戦車のコンポーネントには38(t)戦車のそれを用いることが決定された。この間にT-60のコンポーネントを用いたM-04が完成、これは120馬力を出力するオチキスH39用エンジンを搭載し、武装は国産の75mm DT-UDR No.26対戦車砲（M1943対戦車砲）を採用した。この車輛はドイツ軍関係者の立ち会いのもとで射撃試験に耐えて良好な性能を発揮した。ルーマニア国産の75mm砲は射程500mで100mmの装甲板（30度傾斜させて試験）を貫通する威力を持っていた。
M-05およびM-06のエンジンとトランスミッションはフランスのオチキス社製、無線機、照準器はドイツ製、走行装置と履帯は38(t)戦車の流用であった。完成は1944年5月であった。6月に行われたアントネスク元帥立ち会いの試験では、III号突撃砲と比較を行い、射撃性能、取り回し、速度、登坂性能、超壕・超堤能力においてIII号突撃砲を上回る成績を上げた。
マレシャル駆逐戦車の量産は1944年3月3日に準備が開始された。9月までには月産100輌が予定された。生産予定数として、ルーマニア陸軍は本車を1,000輌生産するよう指示している。生産車輛は第2装甲師団の大隊が受領する予定だった。また本車30輌を装備する対戦車大隊32個の編成が予定された。ルーマニアは装甲板を製造する工業力に欠けており、本車の量産に際してはドイツの工場から装甲板を供給される予定であった。マレシャル駆逐戦車487輌分の装甲板はIV号戦車70輌の装甲に相当し、これは大した量ではないとドイツ側にはみなされたものの、1944年4月7日、工業力の不足と生産能力の見直しのために装甲板が供給不能であることがヒトラーに報告された。5月にルーマニアの被った、工場と鉄道に対する爆撃もまた、戦車生産の大きな遅延を余儀なくさせた。また連合軍のフランス解放によってオチキス社のエンジンとトランスミッションの入手が不可能になったため、エンジンはプラガ製に、トランスミッションは国産のロジファー社製に変更される一幕もあり、量産化に齟齬をきたしている。
1944年8月23日にはルーマニアが降伏し、9月26日以降、マレシャル駆逐戦車の開発と生産は中止された。
なお、ルーマニア人はヘッツァーを本車の設計図を元にして製作されたと信じているが、実際のところは不明である。